# ミュージックブランチ
ミュージックブランチは、1983年10月17日より山形放送（YBCラジオ）で放送されている音楽番組。毎週月曜から金曜の9時～10時55分に放送。

放送開始以来、YBCの女子アナがパーソナリティを務める番組でもある。

## 内容
基本的にはリスナーからのメッセージ、リクエストを紹介する。

曜日ごとにパーソナリティごとのコーナーがあり、ヒットチャート、海外音楽を紹介する。

2019年8月より、10:55-11:00の時間帯に通販番組「YBCやまがた情熱市場」が当番組のパーソナリティによって放送されている（タイムテーブル上は別番組扱い）。

## パーソナリティ
- 月曜：松下香織
- 火曜：中川悠
- 水曜：大坪奈津子
- 木曜：山川麻衣子
- 金曜：小川香織

## その他

### 備考として
その年の1月2日・3日には文化放送発で「箱根駅伝」中継を、4月下旬には「山形県縦断駅伝競走」（主催・山形新聞社）の中継を、7月下旬には「全国高等学校野球選手権山形大会」中継をそれぞれ編成するが、その場合この番組は放送休止となる。ちなみに『ぷち★ブレイク』も同中継の放送に伴い放映休止するが、その場合には別番組を放映する。

かつては土曜日にも放送されていたが、のちに別番組化し、「ミュージックブランチ・土曜の朝はごっきげん」というタイトルに。その後、「芹川晴夫の土曜生生（いきいき）ランド〜5時間ですよ」の後半パート、「SATURDAY RADIO HEAVEN 土曜はいっしょに…。」を経て、現在は「安藤勲の土曜は最高MAX!」が放送されている。かつては以下のネット番組を平日枠に内包したことがあったが、YBCラジオの番組枠確保とこの番組のローカル枠増大に伴い、現在の独自ローカル編成となった。
2005年10月3日より、YBCテレビでスタートした『ぷち★ブレイク』のスタジオとライブで結んでの、リレー生トークをオンエアしていたが、日本テレビ系列・『スッキリ!!』の時間延長で2009年3月27日で終了。

### 内包ネット箱番組（すべて過去）
- 朝の歳時記（中部日本放送&NRN単独/JRN・NRNクロス）、月曜から土曜の9時台に編成。

以下は文化放送・NRN系列の番組。月曜から金曜の10時台に編成していた。
- 高島忠夫の「今日もいい日に」
- 元気モリモリ高島忠夫です
- 志の輔のミュージック気分しだい
- 松山千春・お待たせ10分!
- 松崎しげる・陽気にGENKI!
- 米長邦雄の「人生さわやか流」